# Capela do Senhor dos Passos (Alcobaça)
Capela do Senhor dos Passos ou da Misericórdia

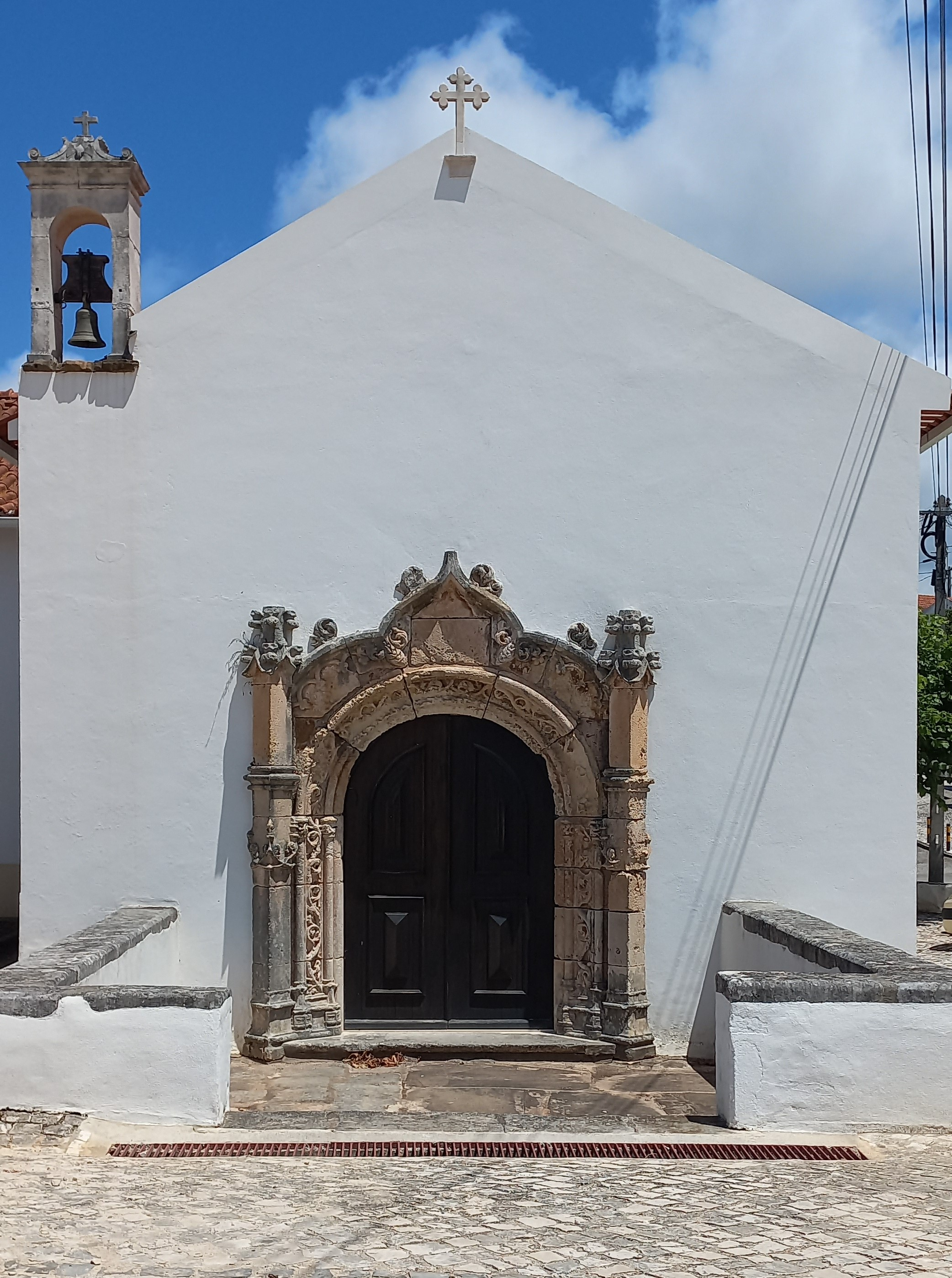
Fachada da Capela do Senhor dos Passos, em Évora de Alcobaça

Situada na freguesia de Évora de Alcobaça, concelho de Alcobaça, distrito de Leiria.
Peça de arquitetura religiosa de origem quinhentista, com estrutura em alvenaria e cantaria, de uma só nave e portal axial; o telhado de duas águas tem cobertura em telha e o pavimento é em laje.
A fachada principal, de pano único, está voltada a sudoeste; a empena termina em forma triangular, com cruz trevada ao centro. A torre sineira está situada no pano da fachada, à esquerda, e é encimada por cruz.

Destaca-se na fachada o portal manuelino, considerado um dos melhores portais concebidos na região dos Coutos de Alcobaça, a partir do século XVI. Com decoração vegetalista, e arco de volta perfeita, tem o remate contracurvado, lateralmente pontuado por dois botaréus, sobre pilastras; o tímpano é encimado por um arco trilobado.

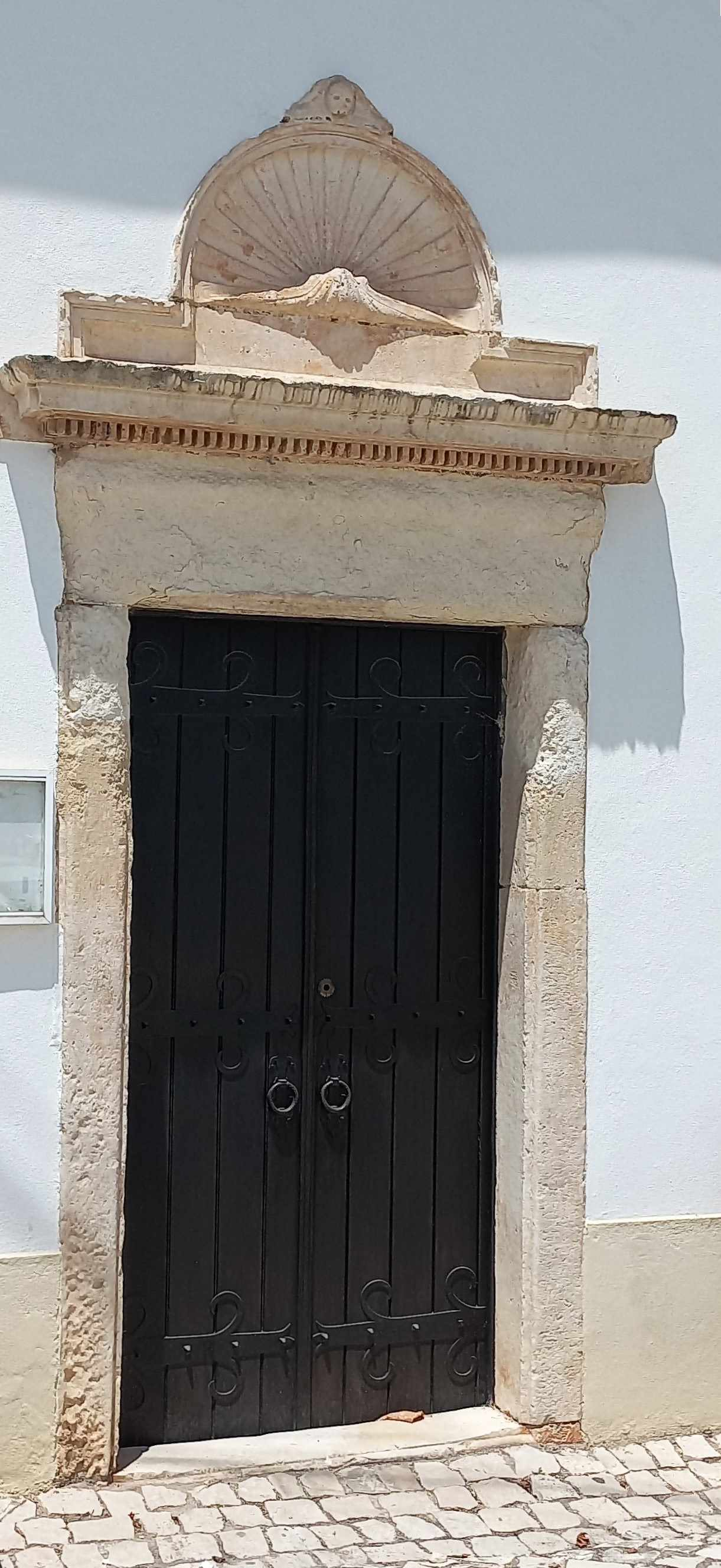
Portal na fachada sudeste

A capela ostenta outro portal, na fachada sudeste: este tem frontão curvo com arquivolta; o seu tímpano é delimitado por uma vieira e encimado por uma caveira relevada.
Ambos os portais, em pedra, estão muito corroídos por erosão (?). 

Pormenor do interior: Verónica e janela

O templo tem nave única e cobertura em abóbada de berço, com os instrumentos da paixão de Cristo pintados ao centro. Apresenta uma pequena janela na fachada sudeste, frente à qual existe – no interior - um púlpito de secção semicircular, com balaustrada, suportado por um pilar decorado. Na capela-mor, sobre o arco triunfal de volta perfeita foi criado um frontão curvo com representação, no tímpano, de Sudário ou lenço de Verónica. O altar tem retábulo de talha policroma e nele está colocada imagem do Senhor dos Passos, escultura em madeira que, segundo tradição, terá vindo do Brasil no século XIX. O altar é ladeado por nichos com imagens.
Bibliografia
ALMEIDA, Álvaro Duarte de; BELO, Duarte – Portugal Património. Guia-Inventário. Vol. VI – Santarém-Setúbal, Rio de Mouro: Círculo de Leitores, 2007, p.34
Capela do Senhor dos Passos - Pontos de interesse em Portugal (municipiosefreguesias.pt)(consultado a 18 de julho de 2024)
Por caminhos de Cister: Évora de Alcobaça - Monumentos a visitar (consultado a 18 de julho de 2024)